# N 2 Gether Now
«N 2 Gether Now» — песня в стиле хип-хоп американской рок-группы Limp Bizkit, выпущенная в качестве третьего сингла со второго студийного альбома Significant Other 9 ноября 1999 года. Песня была сочинена и записана совместно с рэпером Method Man.

## Список композиций
| №  | Название                      | Длительность |
| -- | ----------------------------- | ------------ |
| 1. | «Break Stuff (Album Version)» | 2:46         |
| 2. | «Crushed»                     | 3:22         |
| 3. | «N 2 Gether Now»              | 4:49         |

## О сингле
Method Man дружил с Limp Bizkit и захотел записать с ними песню, так как он никогда не работал с рок-группой. Группа позволила Фреду Дёрсту и DJ Lethal’у исследовать своё происхождение в хип-хопе, записав песню с рэпером. Песню продюсировал DJ Premier из Gang Starr, хоть изначально он не решался это делать. По словам гитариста Limp Bizkit Уэса Борланда группа хотела записать «трек, который был прямым хип-хопом». Изначально песня называлась «Shut the Fuck Up», но была переименована в «N 2 Gether Now» в маркетинговых целях.